# Темне кулясте скупчення

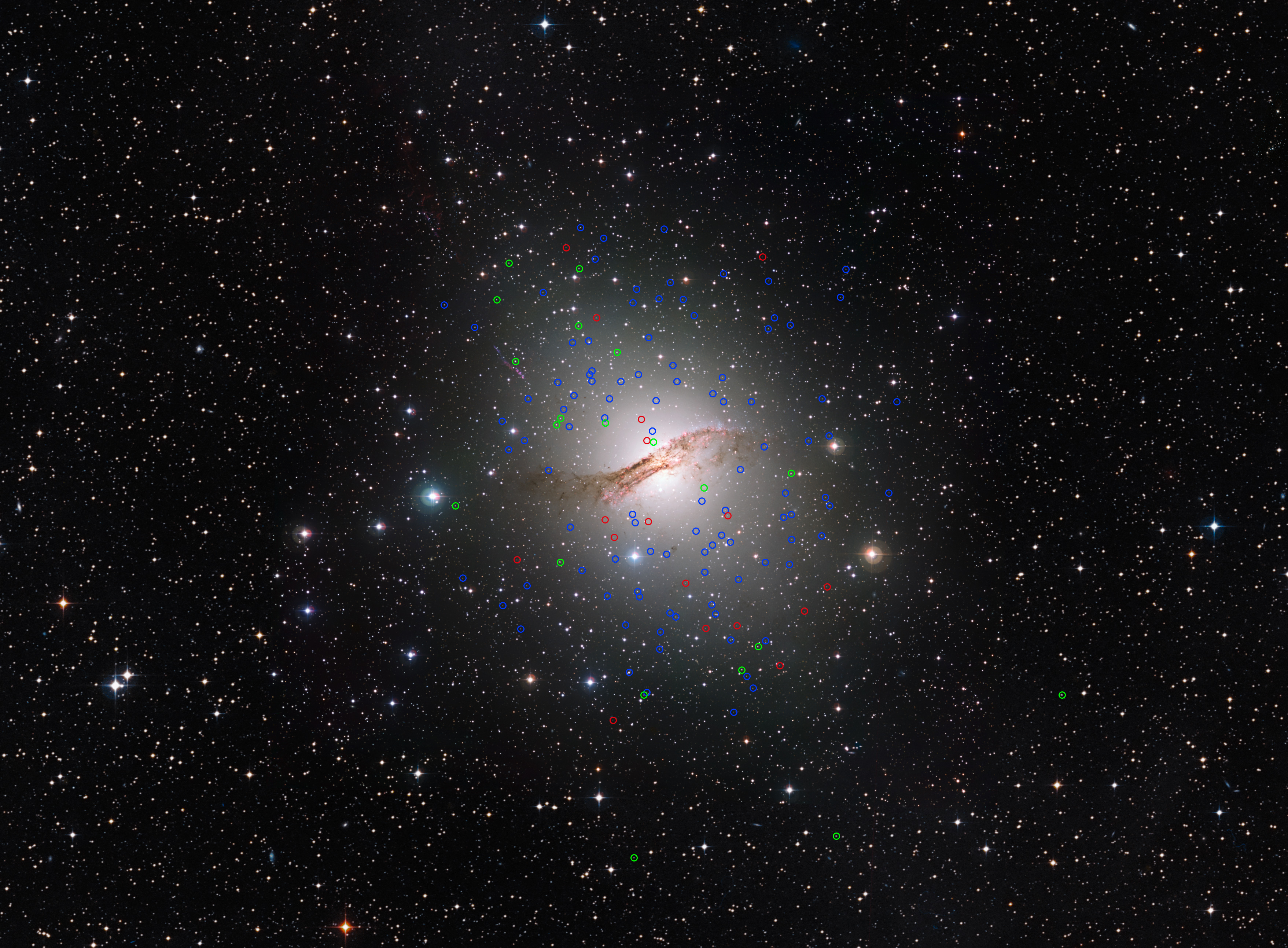
Спостереження за допомогою Дуже великого телескопу за масивною галактикою Центавр А відкрили новий клас «темних» кулястих скупчень довкола цієї галактики (позначені на фото червоними колами). Звичайні кулясті скупчення позначені синіми колами, а скупчення, які демонструють ознаки карликових галактик — зеленими.

Темне кулясте скупчення (англ. Dark globular cluster) — це запропонований тип кулястих скупчень, який має незвично високу масу для кількості зір у ньому. Запропоновані 2015 року на підставі даних спостережень, темні кулясті скупчення вважаються населеними об'єктами з значущою складовою темної матерії, наприклад центральні масивні чорні діри.

## Дані спостережень
Дані спостережень для темних кулястих скупчень отримані за допомогою Дуже великого телескопу (VLT) Європейської південної обсерваторії у Чилі, під час спостережень околиць галактики Центавр A. Велика кількість кулястих скупчень всередині цієї галактики яскравіші та масивніші за ті, що обертаються довкола Чумацького Шляху, й інструмент FLAMES Дуже великого телескопу досліджував вибірку зі 125 скупчень довкола Центавра А. Традиційно вважається, що в кулястих скупченнях темної матерії майже не має, але дослідження динамічних характеристик скупчень вибірки вказувало на наявність екзотично сконцентрованої темної матерії. Існування темних кулястих скупчень вказувало б на те, що їх утворення та еволюція значно відрізняються від інших кулястих скупчень системи Центавра А та Місцевої групи.